# 16 pluviôse
16 nivôse 16 ventôse
Le sextidi 16 pluviôse, officiellement dénommé jour du buis, est le 136e jour de l'année du calendrier républicain.
C'était généralement le 4e jour du mois de février dans le calendrier grégorien.

## Événements
- An II : 4 février 1794
  - La Convention abolit l'esclavage des Noirs dans les colonies.